# Південне Бутово
Південне Бутово (рос. Южное Бутово) — район в місті Москва, розташований у Південно-Західному адміністративному окрузі, а також відповідне йому однойменне внутрішньоміське муніципальне утворення.

## Показники району
Південне Бутово є другим за площею території районом Москви після району «Метрогородок» (2553,74 га, а також другим за площею житлового фонду. За кількістю населення район займає лише 5-е місце (178 989 осіб за даними перепису 2010 року. Щільність населення — 7008,9 осіб/км². Це тільки 103-й показник у місті.

## Транспорт
У Південному Бутові проходить Бутовська лінія московського метро зі станціями Бунінська алея, Вулиця Горчакова, Бульвар Адмірала Ушакова і Вулиця Скобелевська. Станції знаходяться над землею, на естакадах. Названі за вулицями, що проходять поруч зі станціями.

## Світлини Південного Бутово

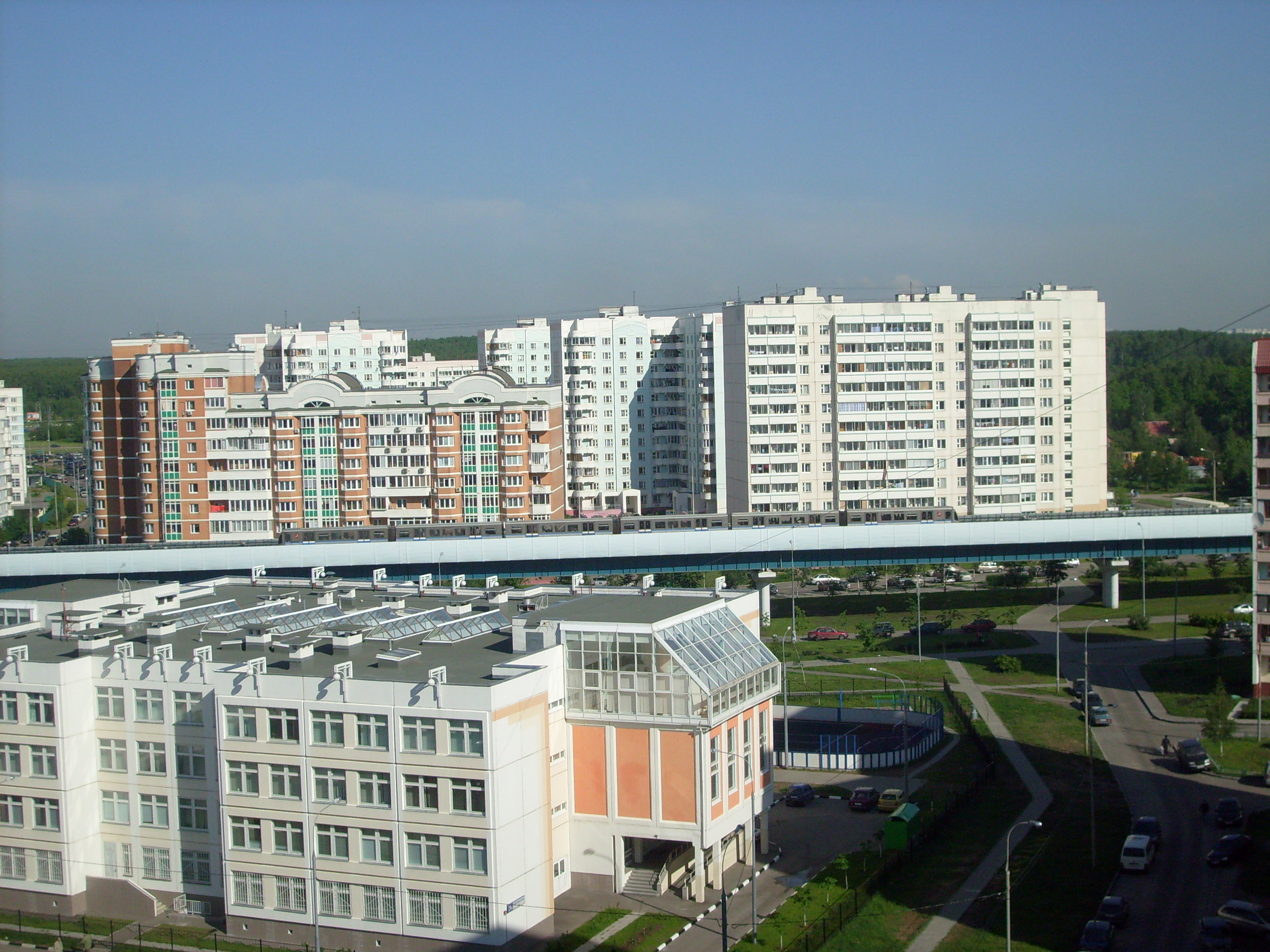
Бутовська лінія легкого метро. Перегін між станціями «Вулиця Старокачаловська» і «Вулиця Скобєлєвська».
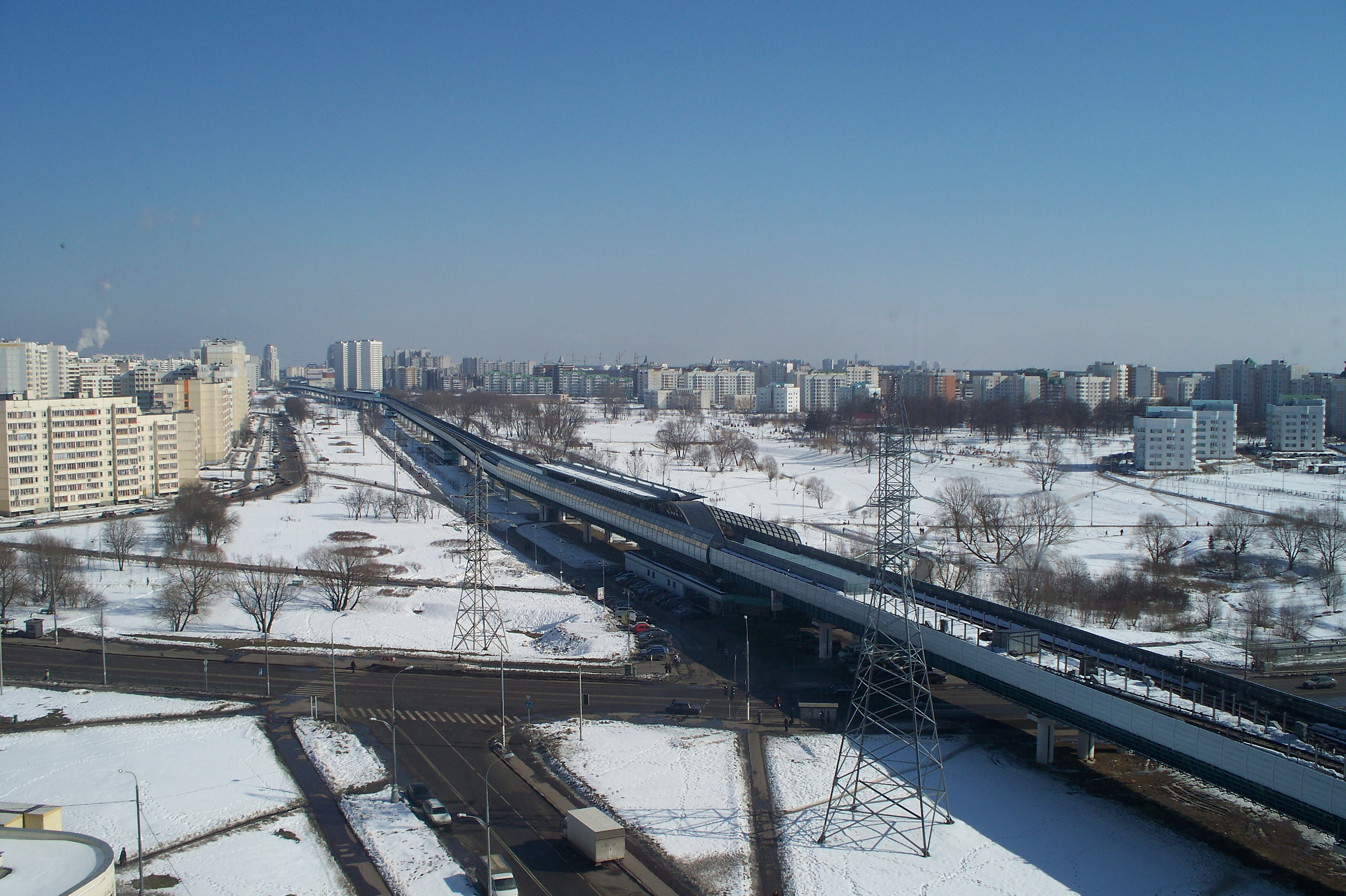
Вид на станцію «Бунінська алея» Бутовської лінії легкого метро.
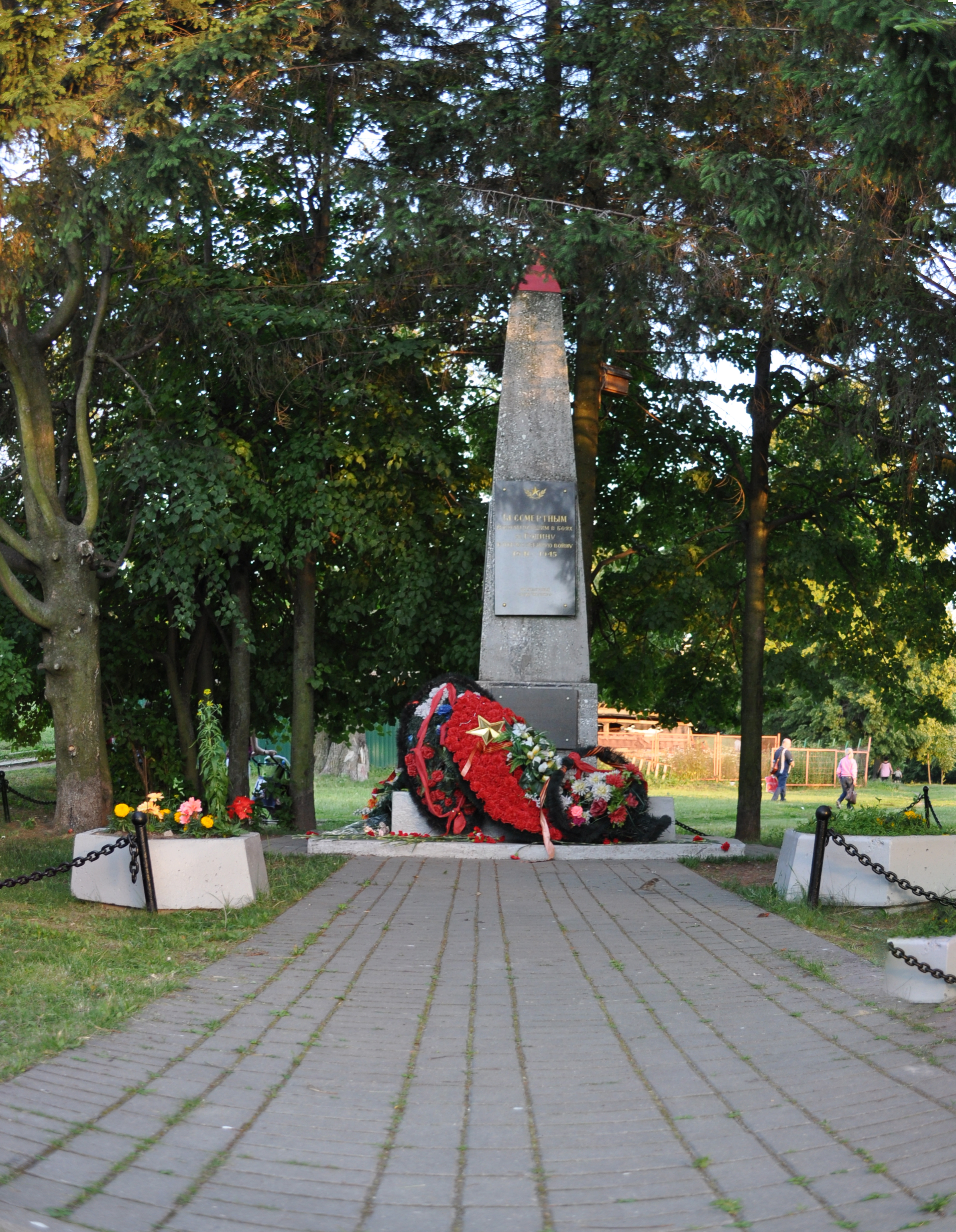
Пам'ятник героям «Великої вітчизняної війни» в колишньому селі Черньово.